# Рагби клуб Будућност
Рагби клуб Будућност је црногорски рагби клуб из Подгорице, члан Спортског друштва Будућност. Клуб постоји од септембра 2012. и учествује у Првенству Црне Горе у рагбију седам. Поред мушке постоји и женска екипа.